# Tatiana Repina
 (décembre 2020).
Si vous disposez d'ouvrages ou d'articles de référence ou si vous connaissez des sites web de qualité traitant du thème abordé ici, merci de compléter l'article en donnant les références utiles à sa vérifiabilité et en les liant à la section « Notes et références ».
Tatiana Repina est une pièce de théâtre en un acte d'Anton Tchekhov écrite et publiée en 1889.

## Description
Tatiana Repina est une courte pièce, longtemps ignorée dans l'œuvre de Tchekhov et n'a été présentée sur scène que très récemment[évasif]. Ce destin de « pièce méconnue » est dû au fait que c'est une pièce très courte (une quinzaine de pages), inspirée d'un fait divers de la Russie de l'époque : une épidémie de suicides de femmes, abandonnées, offensées. Elle est la suite de la pièce d'Alexeï Souvorine du même nom avec les mêmes personnages.
Ce drame en un acte aurait fait un beau livret d'opéra.[réf. nécessaire] C'est ce qu'en pense toujours Peter Stein qui a conduit Valeri Fokine à s'emparer de ce texte pour une création conçue pour la chapelle des Pénitents Blancs, au Festival d'Avignon 98.

## Argument
Tout se passe dans une église où on célèbre un mariage : Sabinine épouse une veuve. Toute la bonne société de la ville est là (y compris la troupe du théâtre local) et ça cancane, et ça jase. Au beau milieu de la cérémonie, le marié, pris d'un étrange comportement, étonne toute l'assistance. Il est le seul, en effet, à entendre les gémissements du fantôme qui rôde entre les piliers : celui de Tatiana Repina, la maîtresse délaissée, une actrice, qui, par haine, s'est suicidée quelques jours plus tôt, à l'annonce du mariage de son amant. « On offense Dieu en offensant la femme ».

## Personnages
- Olénina
- Kokochkina
- Matvéïev
- Sonnenstein
- Sabinine
- Kotelnikov
- Kokochkine
- Patronnikov
- Volguine, jeune officier
- Un étudiant
- Une demoiselle
- Père Ivan, moine 70 ans
- Père Nicolas,
- Père Alexis,
- Un diacre
- Kouzma, portier de l'église
- Une dame en noir